# Мінська вулиця (Київ)
Мі́нська ву́лиця — вулиця в Подільському районі міста Києва, місцевість Біличе поле. Пролягає від Таврійської вулиці до тупика.
Прилучається Гомельська вулиця та Мінський провулок.

## Історія
Вулиця виникла у середині XX століття під назвою 112-а Нова, з 1944 року мала назву Косий провулок. Сучасна назва — з 1955 року, на честь білоруського міста Мінськ.